# 陳明真 (政治人物)
陳明真，中華民國政治人物，出生於新竹縣新埔鎮，現任核能安全委員會主任委員。

## 經歷
- 阿贡国家实验室
- 奇異公司
- 美国巨微科技董事長
- 第六屆立法委員
- 國家原子能科技研究院董事
- 行政院原子能委員會委員
- 民主進步黨客家事務部主任

## 外部連結
- 立法院 （页面存档备份，存于）